# Pseudopalaemon chryseus
Pseudopalaemon chryseus is een garnalensoort uit de familie van de Palaemonidae. De wetenschappelijke naam van de soort is voor het eerst geldig gepubliceerd in 1982 door Kensley & Walker.